# Мас, Дик
Дирк Виллем Герман Мас (нидерл. Dirk Willem Herman Maas, или Дик Мас (нидерл. Dick Maas; род. 15 апреля 1951, Хемстеде) — нидерландский режиссёр, сценарист, продюсер и композитор. Международного успеха достиг благодаря комедиям («Странная семейка Флоддер») и ужасам («Лифт», «Проклятый Амстердам»).

## Биография
Учился в Свободной Академии в Гааге. Рисовал комиксы и карикатуры для журналов. В 1977 году закончил Нидерландскую Киноакадемию.

## Избранная фильмография

### Режиссёр
- 1983: Лифт (De Lift) — гран-при фантастического кино в Авориазе (1984), «Золотой телёнок» в номинации Лучший режиссёр (1983)
- 1986: Странная семейка Флоддер (Flodder) — «Золотой телёнок» в номинации Лучший режиссёр (1987)
- 1988: Проклятый Амстердам (Amsterdamned)
- 1992: Флоддеры в Америке! (Flodder in Amerika!)
- 1992 — 1993: Приключения молодого Индианы Джонса (The Young Indiana Jones Chronicles, телесериал)
- 1993 — 1998: Флоддеры (Flodder, телесериал)
- 1995: Флоддеры 3 (Flodder 3)
- 1999: Приключения молодого Индианы Джонса: Маски зла (The Adventures of Young Indiana Jones: Masks of Evil; видео)
- 1999: Беспокойный свидетель (Do Not Disturb)
- 2001: Лифт (Down)
- 2004: Смотреть (Zien, видео)
- 2007: Красотки-убийцы (Moordwijven)
- 2010: Кровавый Санта (Sint)
- 2012: Викторина (Quiz)
- 2016: Добыча (Prooi)

### Сценарист
- 1977: Норма (Norma)
- 1983: Лифт (De Lift)
- 1986: Странная семейка Флоддер (Flodder)
- 1988: Проклятый Амстердам (Amsterdamned)
- 1992: Флоддеры в Америке! (Flodder in Amerika!)
- 1993 — 1998: Флоддеры (Flodder, телесериал)
- 1995: Флоддеры 3 (Flodder 3)
- 1999: Беспокойный свидетель (Do Not Disturb)
- 2001: Лифт (Down)
- 2007: Красотки-убийцы (Moordwijven)
- 2010: Кровавый Санта (Sint)
- 2012: Викторина (Quiz)
- 2016: Добыча (Prooi)

### Продюсер
- 1986: Странная семейка Флоддер (Flodder)
- 1988: Проклятый Амстердам (Amsterdamned)
- 1990: Крылья славы (Wings Of Fame)
- 1990: Последний остров (The Last Island)
- 1992: Северяне (De Noorderlingen)
- 1992: Флоддеры в Америке! (Flodder in Amerika!)
- 1995: Флоддеры 3 (Flodder 3)
- 1995: Да здравствует Королева (Lang leve de koningin) — «Золотой телёнок» в номинации Лучший фильм (1996), приз Международного детского кинофестиваля в Чикаго (1996)
- 1999: Беспокойный свидетель (Do Not Disturb)
- 2002: Том и Томас (Tom & Thomas)
- 2002: Валентин (Valentín; исполнительный продюсер)
- 2003: Сопротивление (Resistance; исполнительный продюсер)
- 2007: Красотки-убийцы (Moordwijven)
- 2010: Кровавый Санта (Sint)
- 2012: Викторина (Quiz)
- 2016: Добыча (Prooi)

### Композитор
- 1983: Лифт (De Lift)
- 1984: Повелитель собак (Leviatán)
- 1986: Странная семейка Флоддер (Flodder)
- 1988: Проклятый Амстердам (Amsterdamned)
- 1992: Флоддеры в Америке! (Flodder in Amerika!)
- 1995: Флоддеры 3 (Flodder 3)
- 1999: Беспокойный свидетель (Do Not Disturb)
- 2004: Амазонки (Amazones)
- 2007: Красотки-убийцы (Moordwijven)
- 2010: Кровавый Санта (Sint)
- 2012: Викторина (Quiz)
- 2016: Добыча (Prooi)